# Dom Ławników w Krakowie
Dom Ławników – budynek przylegający do krakowskiego ratusza na Rynku Głównym w Krakowie.  Wzniesiony w XIV wieku. Przylegał (razem z dwoma innymi obiektami, tj. Domem Notariusza oraz Szmatruzem) do budynku ratusza od północy (linia A-B) na wysokości środkowego wejścia do krakowskich sukiennic. Po pożarze w 1555, wcielony do Spichlerza Miejskiego wybudowanego w latach 1561–1563 jako jedna z jego izb zwana Izbą Ławniczą, która została wyburzona wraz z ratuszem w 1820 roku.